# 野蛮人のように
『野蛮人のように』（やばんじんのように）は、1985年に公開された日本のサスペンス映画である。監督は川島透。主演は薬師丸ひろ子、柴田恭兵。薬師丸ひろ子が角川映画から独立して主演した初の映画でもある。配給収入は14億5000万円を記録し、1986年の邦画興行第2位にランクインした。

## ストーリー
15歳で華々しく文壇にデビューした女流作家がスランプに陥って、夜の六本木へ彷徨い出たとき、ふと出会う危険な匂いのする男に惹かれ、大人の世界を知る。

## スタッフ
- 監督・脚本 - 川島透
- 企画 - サンダンス・カンパニー
- プロデューサー - 伊地智啓（キティ・フィルム）、瀬戸恒雄（東映）、黒澤満（セントラル・アーツ）
- 撮影 - 前田米造
- 照明 - 梅谷茂
- 美術 - 桑名忠之
- 録音 - 小野寺修
- 編集 - 高島健一
- 製作担当者 - 小島吉弘
- 音楽 - 加藤和彦
- 編曲 - 国吉良一
- 音楽録音 - 大川正義
- 音楽プロデューサー - 高桑忠男、石川光
- 音響効果 - 斎藤昌利（東洋音響）
- 現像 - 東映化学
- 製作協力 - セントラル・アーツ
- 製作 - 東映
- 配給 - 東映洋画[2]

## キャスト
- 有楢川珠子：薬師丸ひろ子
- 中井英二：柴田恭兵
- 滝口利男：清水綋治
- 工藤ひろみ：河合美智子
- 橋本：太川陽介
- タケシ：清水健太郎
- 警官：尾藤イサオ
- 地下鉄駅員：ジョニー大倉
- 彩（スタイリスト）：戸川純
- 文子（雑誌編集者）：高木美保
- 交番の客：寺田農
- 民子（お手伝い）：佐々木すみ江
- 字崎（関東錦連合会）：桜金造
- 竹林：津村隆
- 坊主（関東錦連合会）：ストロング金剛
- まき子（編集者）：木内みどり
- 吉本イサオ（関東錦連合会々長）：三木のり平

## 主題歌
薬師丸ひろ子「ステキな恋の忘れ方」（作詞・作曲：井上陽水、編曲：武部聡志）

## 製作
企画はサンダンス・カンパニーの古澤利夫（藤峰貞利）。東映社長の岡田茂からの依頼により本作を企画した（詳細は『それから』を参照）。川島透の監督抜擢は古澤と親交のあった松田優作の推薦によるもの。「以前から本格的なアクション映画に取り組んでみたかった」という薬師丸ひろ子念願のハードアクションで、『Wの悲劇』で数々の主演女優賞に輝いた薬師丸が、好企画に出会うまで待ったというだけあって、エネルギーを注ぎ込んだ。製作決定当時の文献には「薬師丸は次の作品では親と子の愛をテーマにしたものに出たいと話していたが、結局は辛口のラブストーリーに落ち着いた」と書かれている。
かねてより角川春樹事務所との関係が良好ではないと伝えられていた薬師丸ひろ子は、1984年の『Wの悲劇』の製作会見で、「実はこの振袖は社長が借りた貸衣装なんですよ」と記者の前で話し、角川春樹は大恥をかかされ、両者の溝は決定的に深まった。薬師丸は1985年3月26日付けで7年間所属した角川春樹事務所から独立、個人事務所「オフィス・メル」を設立し、芸能界史上"最年少"社長になった。社名は薬師丸が大好きな『アメリカン・グラフィティ』に登場する「メルズ・ドライブイン」にちなむ。「成人として仕事を見つめ直したい」というのが表向きの理由だったが、それまで9本の映画で配収150億円を記録し、レコード売上を加えると200億円も稼いだ薬師丸を月給制で毎月150万円しか払わず、この待遇に不満を持っていたといわれる。また原田知世を角川が可愛がるようになった等の理由が伝えられた。
薬師丸の独立は角川春樹事務所と一体のように考えられていた東映洋画の関与が噂された。1985年4月8日に東京プリンスホテルで薬師丸を「励ます会」が開催され、岡田茂東映社長をはじめ、東宝、松竹の重役諸氏や、薬師丸を秋からのテレビドラマに引っ張り出そうとテレビ局の幹部など約200人が出席。円満退社なら出席してもいいはずの角川春樹は姿を見せず、アンチ角川の結集以外の出席者は角川に遠慮して僅か。役者仲間は皆無で、監督も澤井信一郎と相米慎二だけだった。
角川映画の番頭格だった古澤利夫は「薬師丸さんは毎月給料制で、しかも歌唱印税をもらえてなかった。『Wの悲劇』までの4年間、彼女の角川映画に対する貢献度を思うと、もっとお金をもらっておかしくなかったと私は思っています。角川春樹事務所を辞めたのは、自分に対する待遇面のことで思うところがあったと思います。彼女の独立を裏で画策していたのは角川映画のパブリシティの窓口をしていた東映洋画のE君です。彼は彼女の雑誌の表紙や特集に掲載する際には集英社や学研から高額なコーディネート料を請求していました。薬師丸さんが20歳になると、ビール、車、化粧品などのコマーシャルに出演するようになりましたが、代理店は彼に30％のコーディネート料を払っていたと後で聞きました。彼は東映の製作に携わっていた時も同様なことを繰り返していたようです」と述べている。
薬師丸の独立が噂されると大手映画会社は勿論、大手芸能事務所も獲得に動いたが、独立後最初の映画は東映になった。映画関係者の間では独立後最初の映画は『男はつらいよ 寅次郎恋愛塾』のマドンナになるのではないかと見られ、正式にオファーも受けていたが、薬師丸が山田洋次のような老成した監督と組みたくないと拒否したといわれる。他に日本ヘラルド映画配給の劇場用アニメ『銀河鉄道の夜』の吹き替え主演の打診も正式に受けていた。東映は角川とのカラミがあるため、角川をあまり刺激してはならないと配慮し、仁義を切って正式に角川に伝え、その後色々準備し、自社製作より外部からの持ち込み企画の方がいいだろうと判断した。
本作の製作正式発表があったのは1985年6月9日。薬師丸の21歳の誕生日に新曲レコーディング中の赤坂東芝スタジオで発表された。タイトルは仮題で『ハッピー・バースデー』と発表されていた。この時点では薬師丸の主演・川島透監督以外は決まっておらず、他のキャスティングは未定、8月上旬クランクイン、'86初春公開予定と発表されていた。薬師丸は当時の映画界最大のドル箱スターだけに、映画関係者の間では配収30億円は行くんじゃないかと囁く者もいたが、これまで角川映画という大きな傘の下で大事に育てられ、強力な宣伝攻勢で映画をヒットさせてきたが、今度は一人で、手探りの状態からの出発で従来通りの動員が出来るのか未知数との見方もあった。
その後タイトルは当初発表された『ハッピー・バースデー』という可愛らしいタイトルから『野蛮人のように』という意表を突いたタイトルに変更された。映画評論家・塩田時敏は「マドンナの『ライク・ア・ヴァージン』のもじりだろう」と話している。
薬師丸の相手役を務める柴田恭兵は同じ川島透監督の『チ・ン・ピ・ラ』に続くヤクザ役。柴田は「いつ死んでもいい、という男がやりたかった。前のチンピラ役とは違う味を出したい。ヒロインは何となく世の中のことを分かった気になって、いつもほかの場所に行きたいと思ってる。で、男の方は、ここにしか何もないと思ってる。そういう二人が出会って、別れていくときは、お互い、ああ人生なかなか捨てたもんじゃないな、と思えるようなそんな感じの映画になったらいい」などと話した。薬師丸は柴田を「とにかく存在感だけで絵になるスター。負けちゃいそうでコワイ。スクリーンで見るとすごく大きく見えると思う」などと話した。映画の役柄については「早く世に出ると、世の中のことが分かった気になる。その点、私とこの役はオーバーラップする面があります」などと話した。

## 撮影記録
1985年8月17日クランクイン。薬師丸の大学の新学期に合わせ、9月25日のクランクアップを予定していたが、悪天候に祟られ大幅にスケジュールが遅れ10月26日クランクアップ。
東京都六本木、お台場、埼玉県入間市八高線金子駅付近、川越市。海岸のシーンは千葉県銚子市（1985年9月13日～14日）、茨城県波崎町（現神栖市）十町歩海岸（1985年9月30日～10月1日、爆破シーン）。

## 同時上映
「ビー・バップ・ハイスクール」
- 主演：仲村トオル、清水宏次朗、中山美穂
- 出演：宮崎ますみ、小沢仁志、地井武男
- 監督：那須博之